# Plaine d'Alsace

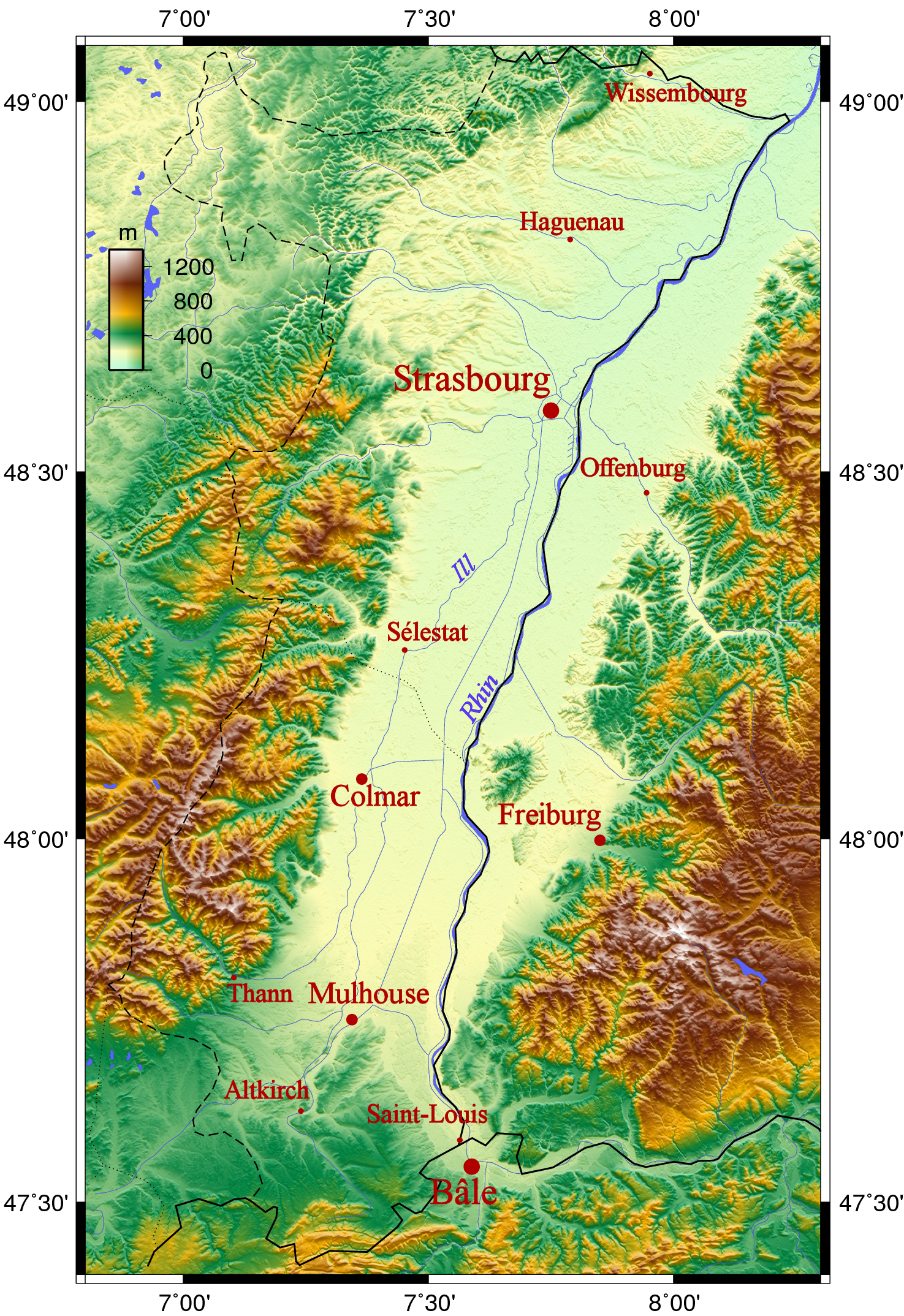
Carte du relief de l'Alsace.

La plaine d'Alsace est le nom donné à une vaste plaine couvrant une grande partie de l'Alsace. La dépression, large de vingt à trente kilomètres d'est en ouest sur une longueur de 170 kilomètres environ du nord au sud, est comprise entre le massif des Vosges à l'ouest et le Rhin à l'est. La plaine d'Alsace occupe la partie sud-ouest du fossé rhénan ou plaine du Rhin supérieur — en allemand : Oberrheinische Tiefebene.

## Géologie
Il y a 65 millions d'années, les Vosges et la Forêt-Noire ne formaient qu'un seul massif s'élevant jusqu'à trois mille mètres. À la suite de la formation des Alpes, deux lignes de cassures parallèles se formèrent dans le massif. La zone comprise entre ces deux fractures s'effondra progressivement et fut envahie par la mer, la comblant en partie de dépôts marins. Plus tard, le Rhin s'insinua dans ce fossé, y apportant des alluvions et entraînant la formation du bassin potassique, du gisement pétrolifère de Pechelbronn et de plusieurs bassins houillers (notamment, le long bassin sous-vosgien au sud, le bassin houiller de la vallée de Villé au centre et ses fragments au nord).
Entre la plaine et les Vosges se situent les collines sous-vosgiennes.
La fragilité géologique créée par ces cassures est à l'origine de l'apparition, il y a dix millions d'années, du petit massif volcanique du Kaiserstuhl (à l'ouest du Bade-Wurtemberg, en face de Colmar). Des laves tertiaires affleurent aux environs de Ribeauvillé et de Riquewihr, mais aussi à Gundershoffen. Elles restent sans commune mesure avec le Kaiserstuhl.
Les terrasses bordant le Ried sont couvertes de lœss. C'est à Hangenbieten, et à Achenheim que l'on trouve les traces des premiers hommes en Alsace. Il s'agit en fait des outils d'Homo erectus, vieux d'environ sept cent mille ans, et découverts dans les lœssières.

### Les champs de fractures
Les collines sous-vosgiennes s'adossent aux Vosges à la faveur de la faille vosgienne, faille hectométrique. À l'est, on gagne la plaine d'Alsace proprement dite à la faveur de la faille rhénane, plurihectométrique.
On rencontre, du sud au nord, les champs de fracture de :
- Vieux-Thann et de Lauw-Sentheim ;
- Guebwiller-Rouffach ;
- Ribeauvillé ;
- Saverne ; avec quatre-vingts kilomètres de long et vingt de large, c'est le plus vaste d'Alsace.

Les champs de fractures sous-vosgiens (ainsi que leurs pendants sous-schwarzwaldiens pour la Forêt-Noire) offrent à l'affleurement tous les termes de la série mésozoïque.

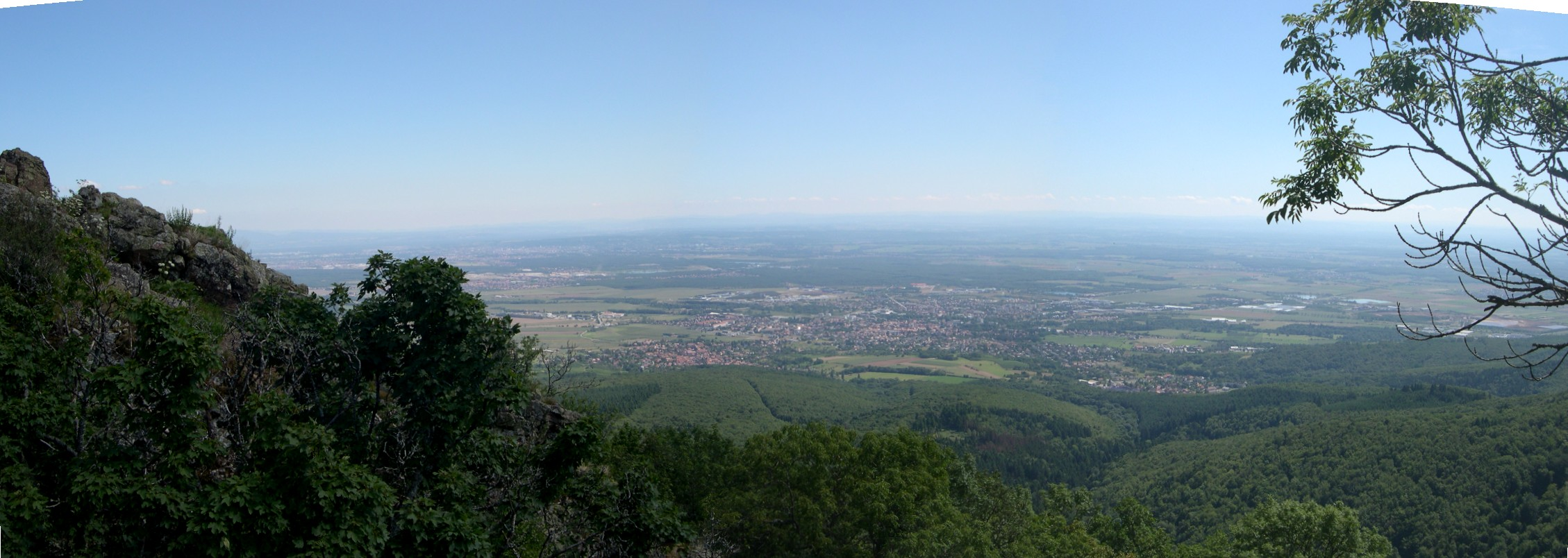
Vue de Cernay et de la plaine d'Alsace.
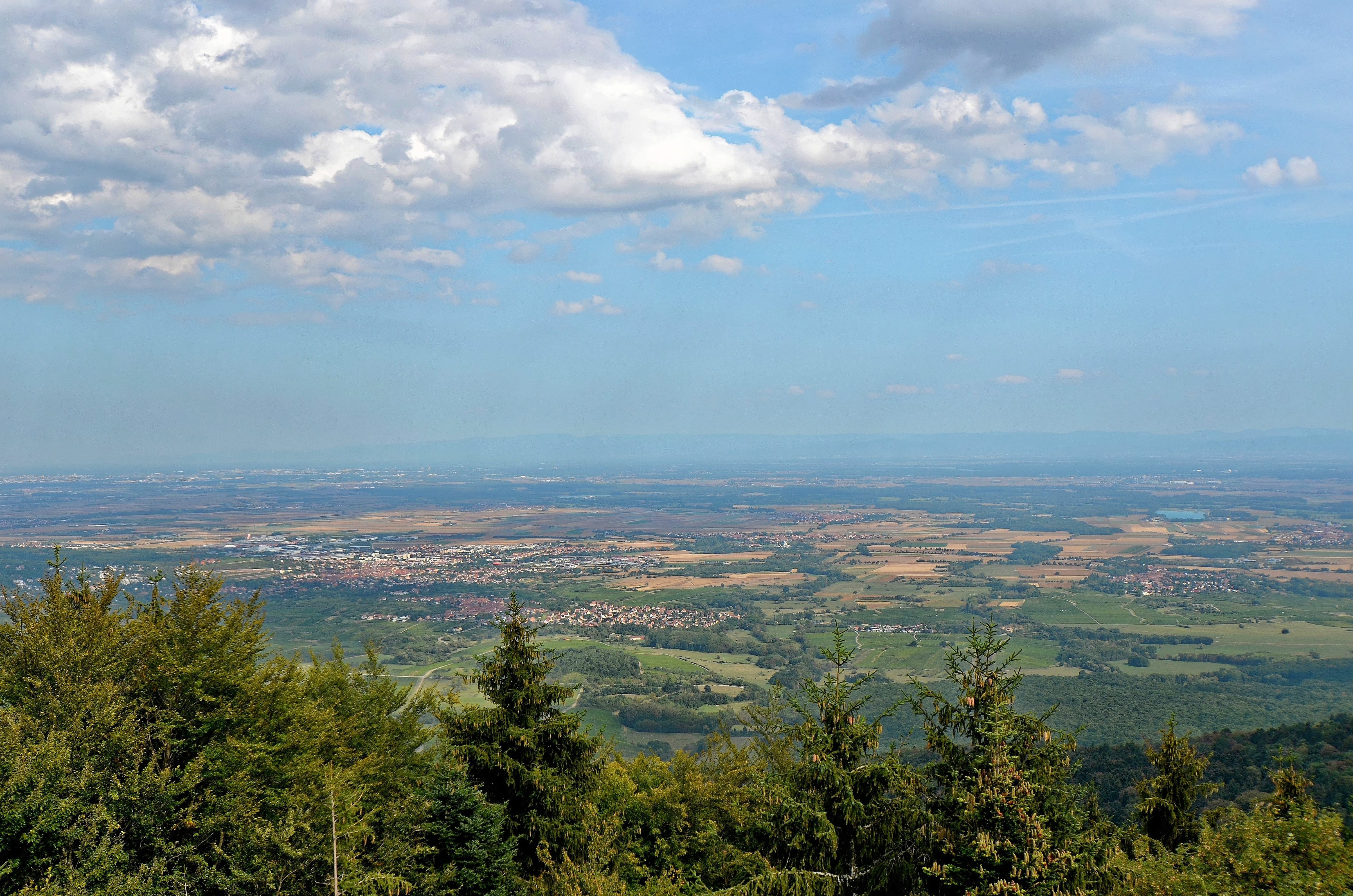
La plaine d'Alsace vue depuis le mont Sainte-Odile.

## Climat
Le climat de la plaine d'Alsace est sec, particulièrement dans la zone située entre le bassin potassique et la région d'Erstein. En effet à cet endroit, la vaste plaine est protégée par le massif vosgien, ce qui, en dehors du Ried, donne des caractéristiques de climat de steppe arborée. Dans certains endroits, en particulier aux alentours de Colmar et de Rouffach, la pluviométrie annuelle est inférieure à 400 mm. La zone la plus sèche est protégée dans le cadre de la réserve naturelle régionale des collines de Rouffach.

### Aérologie
En raison d'une aérologie défavorable, la qualité de l'air y est souvent mauvaise,. Les Alsaciens présentent le plus fort taux d'accidents vasculaires cérébraux en France, prévalence qui s'expliquerait en grande partie par la mauvaise qualité de l'air dans la plaine d'Alsace, sachant que le Bas-Rhin est plus touché que le Haut-Rhin.

## Nappe phréatique
La nappe phréatique constitue l'« or bleu » de la plaine d'Alsace, et de tout le fossé rhénan, plus généralement.